# Pelecorhynchus xanthopleura
Pelecorhynchus xanthopleura är en tvåvingeart som först beskrevs av Philippi 1865.  Pelecorhynchus xanthopleura ingår i släktet Pelecorhynchus och familjen Pelecorhynchidae. Inga underarter finns listade i Catalogue of Life.